# Rorer (Adelsgeschlecht)

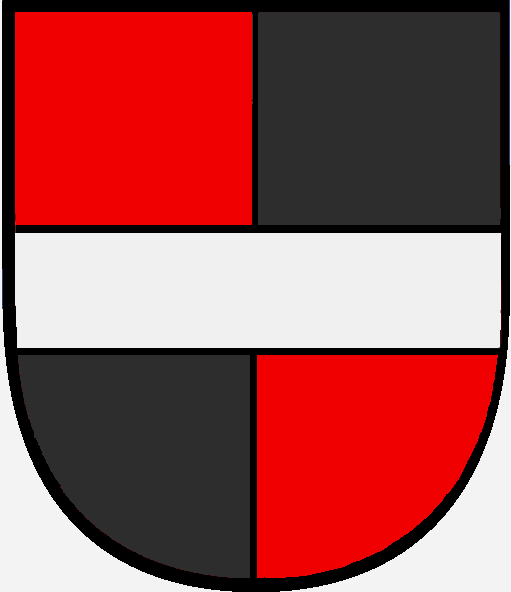
Wappen derer von Rorer

Rorer war der Name eines alten fränkischen Adelsgeschlechts.

## Geschichte
Die Familie Rorer wird 1272 mit einem als Zeuge bei einer Güterübertragung an das Kloster Waldsassen auftretenden Conradus (I.) de Ror erstmals urkundlich erwähnt. Der Stammsitz im Dorf Rohr (Nový Drahov), nördlich von Eger (Cheb), lag im Kolonisationsbereich der Familie Notthafft auf Burg Wildstein (Skalná). Ähnlich wie die Schirndinger oder die Familie von Brand zählten wohl auch die Rohrer ursprünglich zur Ministerialität der Familie Notthafft. Nach dem Sturz der Staufer waren die Ministerialen des Egerlandes gezwungen sich neu zu orientieren. Während sich Conrad I. und seine Nachkommen in der Folge in verschiedenen Orten des Egerlandes als Landadelige finden, suchten die Nachkommen von Conrads Bruder Martin die Aufnahme in das Egerer Stadtpatriziat. Bis zum neugotischen Umbau der Egerer Stadtkirche St. Niklas befand sich darin das Erbbegräbnis der Familie mit ihrem in Stein gehauenen Wappen (heute verschollen).
1317 wurde Heinrich Rorer von Bauern des Klosters Waldsassen getötet. Die Familie hatte zuvor Ansprüche in Altalbenreuth (Mýtina) erhoben, die mit dem Erwerb des Schlosses Hardeck gegenüber dem Kloster eingefordert wurden. Am 22. April 1317 kam es zu einem Ausgleich.

## Besitz in Franken
Seit 1360 ist Peter Rorer in Bernstein bei Wunsiedel ansässig. Auch in Sinatengrün war die Familie lange begütert. 1398 ist er erstmals im Besitz von Gütern in Höchstädt nachgewiesen. Sein Bruder Erhard, der 1404 als Landrichter in Weiden erscheint, war dort ebenfalls begütert. Nach und nach bauten die Rorer ihren Besitz um Höchstädt aus; 1467 ist dann von ihrem neu errichteten Schloss in Höchstädt die Rede. Es entstand das Rittergut Oberhöchstädt, zu dem nicht nur zahlreiche Anwesen in Höchstädt selbst, sondern Güter in Braunersgrün und Hebanz sowie das ganze Dorf Hauenreuth gehörte. 1559 verkauften die Brüder Gottfried und Reichardt Rorer ihren Höchstädt Besitz an Hans Gangolf von Witzleben und zogen sich auf das Gut Stockau (Štokov) bei Tachau (Tachov) in Böhmen zurück.

## Wappen
Silberner Balken auf einem in Rot und Schwarz gevierten Schild.

Gemeindewappen von Höchstädt im Fichtelgebirge oben in Erinnerung an die Hohenzollern, unten an die Familie von Rorer
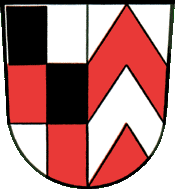
Wappen von Bernstein, heute Ortsteil von Wunsiedel